# Fondation Calvet
 (avril 2012).
Si vous disposez d'ouvrages ou d'articles de référence ou si vous connaissez des sites web de qualité traitant du thème abordé ici, merci de compléter l'article en donnant les références utiles à sa vérifiabilité et en les liant à la section « Notes et références ».
 (février 2022).

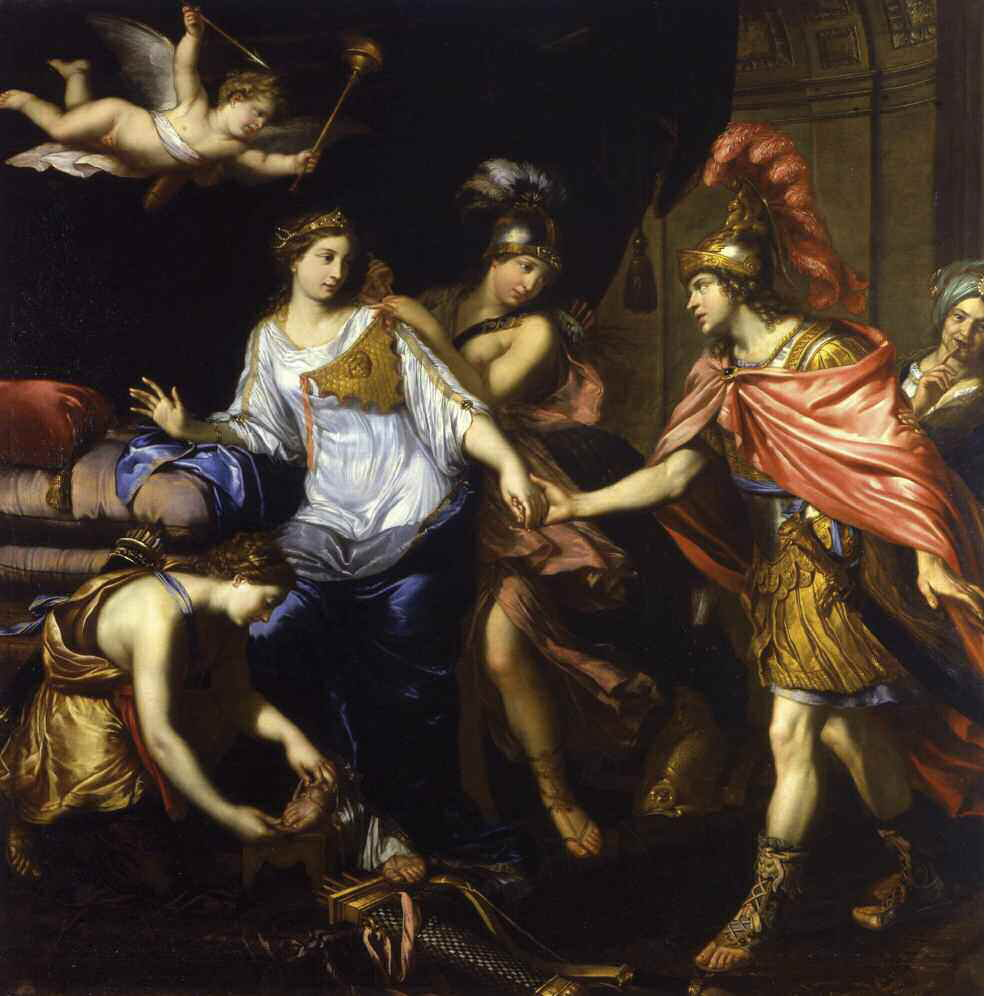
attribué à Pierre Mignard, La Reine des Amazones

La Fondation Calvet est une institution créée il y a plus de deux siècles. Situé à Avignon, cet établissement public autonome est le fruit de la volonté d'Esprit Calvet.
Grand collectionneur et physiocrate de formation, il consacre sa vie entière à la médecine et aux arts. Animé par la générosité et une exigence spirituelle, il lègue l'intégralité de ses biens à l'institution qui allait porter son nom.
Constituée comme fondation par Napoléon Ier en 1811, organisée par le Conseil d'État en 1823, 1831 et 1832, appelée initialement bibliothèque Calvet, puis Museum Calvet, puis musée Calvet, et depuis 1985 à nouveau Fondation Calvet.
La Fondation Calvet est chargée de la gestion d'un patrimoine artistique. C'est aussi l'un des premiers établissements à avoir donné naissance au concept de musée.
Sa raison d'être : administrer et développer le patrimoine mobilier et immobilier laissé par la succession d'Esprit Calvet et les donateurs qui l'ont ensuite imité. La Fondation gère un fonds mobilier et immobilier  : immeubles, collections, œuvres d'art, bibliothèques. Les donations et legs se sont succédé par milliers depuis 1811, de provenance locale et internationale (Avignon, Provence, Paris, Champagne, Italie, Grande-Bretagne, Japon...).

## La Fondation Calvet: une institution originale
Cette institution au statut original, créée sous Napoléon Ier, possède la plus grande partie des collections de deux bibliothèques et de plusieurs musées, abrités dans de magnifiques hôtels particuliers :
 À Avignon
- Le musée Calvet, proprement dit, est logé dans le très bel hôtel de Villeneuve-Martignan où, parmi bien d’autres collections de grande valeur, est exposé, entre cour et jardin, un florilège des trésors de la grande peinture française, espagnole et hollandaise, de la Renaissance au XXe siècle. Il abrite l'un des plus importants Médailliers de France.
- Le Musée archéologique, dit « Musée Lapidaire », est établi dans l’ancienne chapelle du collège des jésuites.
- Le musée du Moyen Âge et de la renaissance italienne, avec plus de 1 100 peintures et sculptures, enrichi de l'important dépôt de la collection Campana du Musée du Louvre occupe l’ancien Palais des Archevêques, dit « Petit Palais », face au palais des papes.
- Une bibliothèque dite « bibliothèque Calvet » riche de plus de 90 000 ouvrages anciens, est abritée actuellement dans le palais du cardinal Ceccano.
- Le musée d’histoire naturelle, Muséum Requien , ainsi que la bibliothèque Requien, est situé dans l’hôtel particulier de Raffelis-Soissans.

 À Cavaillon
- Un musée archéologique installé dans l’hôtel-Dieu[5] - monument historique propriété de la Fondation Calvet.
- Un musée dit « Jouve » et le musée Juif Comtadin[6], qui comprend une belle collection d'objets religieux juifs et un mikvé du XIVe siècle classé monument historique.

Tout cela est le fruit de la volonté pugnace d’un homme du XVIIIe siècle, Esprit Calvet. Son esprit « éclairé » donna naissance à une œuvre qui perdure depuis plus de deux siècles. La Fondation a été gérée par un Conseil d’administration avisé et prudent, où siégeaient les membres des plus illustres familles de la ville. Les conservateurs furent animés de la même intelligence, notamment : Esprit Requien, l’ami de Prosper Mérimée - Jean-Henri Fabre, le célèbre entomologiste et Joseph Girard, père d'un Académicien.
Leur implication a suscité la générosité de nombreux donateurs et testateurs. Parmi lesquels des noms respectables et mondialement connus, attirés par le sérieux, l’esprit d'indépendance, la stabilité financière et la renommée discrète de l’établissement.
En léguant, en 1810, sa bibliothèque et son cabinet de curiosités à la ville d’Avignon avec certaines charges, Esprit Calvet décidait de créer un établissement autonome afin que le public puisse admirer les trésors cachés jusque-là dans des bibliothèques religieuses ou des cabinets privés.
Esprit Calvet souhaitait en effet que l’institution perdure et que son legs soit sans cesse enrichi de libéralités et d’achats d’œuvres nouvelles. Il dota pour cela sa Fondation d’immeubles de rapport dont les revenus devaient être affectés à l'exercice de ses missions, à l'acquisition et à la restauration des œuvres d’art. Ce n'est que progressivement que ces chefs-d'œuvre ont pu être présentés dans des espaces dignes d'eux grâce à une structure juridique appropriée. Celle-ci est l’œuvre de Calvet lui-même qui l’a conçue librement « sans l’aide de gens de loi », comme il le rappelle dans son testament et que le Conseil d’État traduisit en 1823, avec une grande concision, dans un règlement approuvé par le Ministre de l’Intérieur de Louis XVIII ; règlement dont les Tribunaux et le Conseil d'État ont constamment sanctionné la violation avec rigueur.
Cet établissement autonome, doté de la personnalité morale, est unique en France. Il est une synthèse pratique d’institutions anciennes et modernes, de droit public et de droit privé, sans idées théoriques ou intentions politiques, en adéquation parfaite avec l’objectif recherché. Son rôle est d'amener les détenteurs de trésors privés à les offrir au public en conservant l’impression de les garder encore un peu pour eux.
La structure de Direction de la Fondation Calvet appelé « Conseil des huit » est à deux facettes, l’une privée, représentée par trois exécuteurs testamentaires bénévoles, et l’autre, publique, incarnée par cinq personnes nommées par le Conseil Municipal d’Avignon. Les premiers étant chargés de garantir les volontés des fondateurs, donateurs ou testateurs - un exécuteur testamentaire est en effet un « mandataire post mortem » - et les autres de représenter l’élite culturelle de leur temps ; tous cependant devant être hommes de « lettres », dans la définition de l’époque ; on pourrait dire aujourd’hui, un homme avisé, entreprenant et cultivé. Les Exécuteurs testamentaires se renouvellent entre eux par cooptation à vie, les administrateurs sont nommés pour dix ans. Le Conseil est présidé par le Maire de la ville uniquement lorsqu’il vient en séance ; la direction effective et quotidienne étant assurée par le vice-président toujours choisi parmi les trois exécuteurs testamentaires, toute délégation étant proscrite.
Joseph Girard auteur de l‘histoire de l’institution, a qualifié ce Conseil dans un discours à l’Institut de France en 1933, de « Conseil des trustees », y repérant la notion juridique qui a fait la fortune des grandes bibliothèques et fondations anglo-saxonnes. 
La Fondation Calvet est en effet propriétaire et garant des biens fonciers et artistiques qu’elle possède, mais à charge d’en permettre la jouissance au public.
Craignant que les dépenses nécessaires pour abriter les collections et conserver les œuvres ne compromettent un jour la stabilité financière de l’institution, Calvet a imposé - à titre de charge de son legs - que la ville d’Avignon assumât, seule, l'entretien des bâtiments et du personnel des musées. Il réserve au « Conseil des huit » les ressources foncières, par la disposition et la gestion du parc immobilier, et l’enrichissement des collections dont la garde, la restauration et la mise en valeur sont confiées à des conservateurs responsables devant lui. Cet équilibre entre représentation des hommes, répartition des frais et gestion d’immeubles de rapport et d’œuvres d’art, a attiré à la Fondation d’innombrables libéralités en plus des achats effectués à partir de ses propres ressources.

## Origines
Esprit Calvet naquit à Avignon le 24 novembre 1728, il était issu d'une ancienne famille implantée dans la cité pontificale depuis le XVe siècle. Grand collectionneur, Esprit Calvet était très conscient des grandeurs et des faiblesses de la nature humaine et croyait, dans une démarche humaniste, en la perfectibilité de l'homme.
Bien que très attaché à sa bibliothèque personnelle, il souhaita très tôt léguer ses biens au public, pour lui permettre d'accéder aux « Lumières ». Ainsi eut-il l'idée, très avant-gardiste, d'une Institution offrant au public un lieu d'accès à la connaissance.

### Naissance de la Fondation
Dans son testament, il annexa à la Bibliothèque ses cabinets de médailles anciennes, son mobilier personnel, sa collection d'histoire naturelle et l'intégralité de ses biens immobiliers. Il exigea la création d'un Conseil dit « des huit » chargé d'administrer ses biens. C'est ainsi que naquit ce qui devait, au-delà peut-être des espérances de son fondateur, pérenniser son œuvre en devenant la « Fondation Calvet ».

### Promise à un bel avenir
Avec le temps, avec les legs, donations, acquisitions et dépôts successifs, la Fondation allait s'accroître pour finir par abriter, dans les plus prestigieux immeubles d'Avignon et de Cavaillon, plusieurs musées importants, couvrant tous les domaines de l'art. Grâce au travail de ses administrateurs et des conservateurs, la Fondation est aujourd'hui l'un des fleurons culturels des villes d'Avignon et Cavaillon.
La Fondation Calvet alloue des legs en application des dispositions testamentaires d'Esprit Calvet mais aussi d'autres donateurs.
Esprit Calvet avait instauré, entre autres, par testament un concours de dessin biennal destiné aux jeunes gens de la ville d'Avignon de moins de 24 ans. La Fondation Calvet organise donc ce prix tous les deux ans. Les thèmes varient : - 2009 : « le paysage dans l'œuvre », - 2011 : « Hommage aux peintres Vernet » - 2013 : « La monstruosité dans l'art » - 2015 « peintre de marines ».

### Les textes fondateurs
- 1810 Testament olographe Esprit Calvet.
- 1811 Décret impérial.
- 1823 Règlement pour le Muséum-Calvet.
- 1823 Lettre du Ministre secrétaire d’État à l'Intérieur du 24 avril 1823 relative au règlement du Muséum Calvet.
- 1832 Règlement pour le Muséum-Calvet II.
- 1893 Décision du Conseil d’État du 19 mai 1893 concernant la nomination du conservateur de la Bibliothèque Calvet et affirmant que le Muséum Calvet n'est pas un musée municipal et qu'il dispose d'un statut spécial.
- 1903 Arrêt de la Cour d'appel de Nîmes.
- 1925 Avis du Conseil d’État.
- 1932 Décret du 3 juin.

## Fonctionnement
La Fondation fonctionne selon les volontés  testamentaires de son donateur et les statuts juridiques fixés. 
L'organisation - avec les charges publiques qu'elle implique - proposée par Esprit Calvet est acceptée par un décret impérial signé de  Napoléon 1er et les statuts de la Fondation sont codifiés en 1832 par le Conseil d'État.
La gestion de la Fondation est assurée par un Conseil d'Administration. Ce Conseil rassemble, sous la présidence du Maire d'Avignon, cinq représentants de la ville et trois exécuteurs testamentaires privés qui, ne peuvent être ni fonctionnaires, ni élus.
Les exécuteurs, tout en participant à la gestion de la Fondation, ont pour mission de garantir les donateurs et testataires de l'application exacte des volontés d'Esprit Calvet et d'en contrôler la stricte exécution. Ils doivent s'assurer que les villes d'Avignon et Cavaillon s'acquittent de leurs charges, et notamment de l'entretien de tous les bâtiments de la Fondation. Les premiers exécuteurs testamentaires furent nommés par Esprit Calvet lui-même. Depuis, ils se renouvellent entre eux par cooptation. Ils doivent être avignonnais et résider à Avignon.

## Patrimoine

### Les musées, bibliothèques et médaillier de la Fondation Calvet
La Fondation Calvet est propriétaire de la plupart des œuvres de plusieurs musées, bibliothèques et d'un médaillier à Avignon et à Cavaillon : 
- Le musée Calvet[22]
- Le musée lapidaire[23]
- Le musée du Petit Palais[24]
- Le Muséum Requien[25]
- Musées de Cavaillon[26]
- Médaillier Calvet[27]
- La bibliothèques Calvet [28]
- La bibliothèque Requien[29]

### Un patrimoine foncier de rapport
Esprit Calvet avait compris que, pour garantir son indépendance et sa pérennité, la Fondation Calvet devait être dotée d'un patrimoine foncier de rapport. Ce patrimoine est composé actuellement de plusieurs dizaines d'immeubles urbains et ruraux, dont les revenus lui ont permis d'acquérir depuis plus de deux cents ans des œuvres nouvelles pour enrichir ses collections.
Cette situation unique en France a été voulue par le fondateur, Esprit Calvet, en 1810.
En voici quelques exemples :
- Hôtel de Forbin La Barben (1724), dit hôtel Marcel-Puech, à Avignon.
- Le Collège Saint-Nicolas d'Annecy et chapelle Notre-Dame de Fours, à Avignon ;
- Le domaine de Mayne et des Icards à Saumane ;
- L’îlot Jouve à Cavaillon.

### Un patrimoine mobilier et immobilier de valeur
Les collections et bâtiments légués ou donnés à la Fondation depuis le XIXe siècle renforcent la réputation des villes d'Avignon et de Cavaillon. Riches et variés, ces édifices et les œuvres participent à la valorisation de la culture de ces villes. 

## Quelques anciens administrateurs connus
- Auguste de Cambis d'Orsan, ancien administrateur de la Fondation et ancien député de Vaucluse.
- Dominique Taddei, député de Vaucluse.
- Guillaume Puy, maire d'Avignon et député de Vaucluse.